# Reserva natural estricta de Bitxvintà-Miusseri
La Reserva natural estricta de Bitxvintà-Miusseri (georgià: ბიჭვინთა-მიუსერის სახელმწიფო ნაკრძალი) és una àrea protegida del districte de Gagra i del districte de Gudauta a Abkhàzia, antiga regió d'Abkhàzia a Geòrgia. L'objectiu principal de la reserva és protegir la relíquia de Bitxvintà i la flora i la fauna colonitzades.
La Reserva natural estricta de Bitxvintà-Miusseri es troba a la costa del mar Negre d'Abkhàzia i té tres seccions: Myussera (215 hectàrees), Lidzava (165 hectàrees) i Pitsunda (1296 hectàrees).
La Reserva natural estricta de Bitxvintà-Miusseri, famosa pels boscos de pi pitsundià (Pinus brutia var. Pityusa). També hi ha Buxus colchica, la noguera caucàsica (Pterocarya fraxinifolia), el teix (Taxus baccata), la figuera còlquica (Ficus colchica) i Diospyros lotus que són típics dels paisatges del mar Mediterrani.